# Vysoký Újezd (okres Hradec Králové)
Vysoký Újezd (známý též jako Vysoký Újezd nad Dědinou, německy Hoch Aujezd an der Diedina) je obec v okrese Hradec Králové, kraj Královéhradecký. Žije zde 108 obyvatel.  Obec patřila do 1. 1. 2007 pod okres Rychnov nad Kněžnou.

## Historie
První písemná zmínka o obci pochází z roku 1369.

## Památky
Nejcennější památkou obce je kostel svatého Jakuba Většího. Jedná se o románský kostel z druhé poloviny 12. století, který patří k nejstarším stavbám svého druhu ve východních Čechách.